# 본피부
본피부(本彼部)는 신라 육부(六部)의 하나이다. 본래는 진지촌(珍支村)이다.

## 개요
유리왕 9년(32)에 육촌(六村)을 육부(六部)로 바꿀 때 취산(觜山) 진지촌(珍支村)을 고친 것이 본피부(本彼部)이다.
본피부는 지증왕, 법흥왕, 진흥왕 때 사탁부와 함께 신라를 주도하는 부족이었다.
성(姓)은 정(鄭)씨로 받았다. 진지촌(珍支村)은 경주 인왕동 일대라고 한다.

## 지명 및 위치
진지촌(珍支村)은 고대국어의 한자표기 방식을 고려하면 ‘돌기촌’으로 읽어야 하는데 외동읍 석계리(石溪里)의 옛 이름이 ‘돌기촌(乭支村)’이었다. 또한 이 지역은 달천 철광산과 동해안으로 진출할 수 있는 길목의 거점으로 청동기 제의도구와 분묘군들이 분포하고 있어 진지촌으로 비정하는 견해가 있다. 그리고 『삼국사기』에서 돌기촌은 우돌촌(于珍村)이라고도 했는데 석계리는 상돌기리(上乭只里)와 하돌기리(下乭只里)로 나뉘어 있었을 당시 상돌기리가 훨씬 큰 마을을 이루고 있어서 오랜 중심지였음을 짐작케 한다. 이 지역은 오래전부터 고인돌과 함께 선돌(立石)이 있어서 이로부터 유래한 지명으로 추정된다.
또한 외동읍 석계리에 위치한 치술령(鵄述嶺)을 취산(觜山)으로 비정한다. 『설문해자』에 의하면 '觜'는 부엉이 머리에 양쪽으로 뿔 모양으로 솟은 귀깃을 말한다. 그리고 '鵄'도 부엉이를 뜻한다. 또한 두 글자 모두 당시 한자음 또한 ‘지(tsi/tɕi)’로 같았다. 따라서 치술령(鵄述嶺)과 취산(觜山)은 모두 '부엉이산'을 한자로 표기한 것으로 생각된다.
『삼국유사』에 취산진지촌의 이칭으로 명시된 '빈지(賓之)·빈자(賓子)·빙지(氷之)'를 멀리 떨어져있는 곳을 뜻하는 고대 한국어로 추정하는 견해가 있다. 원시알타이어 방출하다는 뜻의 *pĭŋa가 있었고, 그것이 퉁구스만주어에서는 *pĭŋta, 에벤키어에서는 hiŋtal, 일본어에서 *pana가 되었는데 고대한국어 '빈'도 이와 동계어로 떨어져 있다는 뜻이라는 것이다. 그리고 '지'는 장소를 뜻하는 접미사 같은 음절로 추정한다.
본피부(本彼部)의 '본(本)'도 '빈'과 같은 단어의 표기로 생각되며, '피(彼)'는 후기 상고한음 /*pal/로 재구되어 ‘벌(原)’의 음차표기로 해석한다. 즉 '본피(本彼)'는 '빈벌' 즉 멀리 떨어져 있는 마을 정도로 해석된다.

## 같이 보기
- 사탁부
- 한저부
- 지증왕

1. ↑  정연식,《경주 부엉산 기슭의 돌마을, 자산(觜山) 돌기촌(珍支村)》, 한국사연구회, 2020 : 돌(石)의 고형은 /*tulak/이었고 어중음탈락에 의해 /*tulk/이 되었는데 고대국어에서 말음이 외파(外破)했기 때문에 珍支/*turki/라 쓴 것이며 이것이 신려 경주 외동읍의 지명으로 남았던 것이다.
2. ↑  정연식, 앞의 논문.
3. ↑  정연식, 앞의 논문.
4. ↑  정연식, 《경주의 두 곳 빈지(賓之)와 본피(本彼), 벽진(碧珍)의 뜻》, 고려대학교 민족문화연구원, 2021.
5. ↑  빈지, 빈자, 반자 등 지명은 전국적으로 상당히 많은데 대게 중심지에서 멀리 떨어진 곳이다. 또한 바깥쪽에 덧 댄 문을 '빈지문'이라 하는데 같은 어원으로 본다.